# Willy Anschütz
Alfred Wilhelm (Willy) Anschütz (ur. 24 września 1870 w Halle, zm. 15 sierpnia 1954 w Kilonii) – niemiecki lekarz, chirurg, uczeń i zięć Jana Mikulicza-Radeckiego. 
W latach 1889-1896 odbył studia medyczne na Uniwersytecie w Tybindze zakończone uzyskaniem doktoratu. W 1902 przedstawił na Königliche Universität Breslau rozprawę habilitacyjną Über die Resection der Leber opublikowaną w 1903 roku. We Wrocławiu pracował od 1897, od 1902 jako privatdozent. Mianowany profesorem nadzwyczajnym w 1906 objął katedrę chirurgiczną na Uniwersytecie w Marburgu. Od 1907 do 1938 pracował w Klinice Chirurgicznej Wydziału Lekarskiego Uniwersytet Christiana Albrechta w Kilonii. W 1933 zapisał się do NSDAP. W 1954 otrzymał Order Zasługi Republiki Federalnej Niemiec 1 klasy.